# Louis XIII (коньяк)
Louis XIII (с фр. — «Луи XIII де Реми Мартан») — коньяк, производимый французским коньячным домом Rémy Martin.
Название коньяку дано в честь Короля Франции Людовика XIII, правившему в период, когда семья Реми Мартан поселилась в регионе Коньяк. Он был первым монархом, признавшим коньяк как отдельную категорию в мире коньячных спиртов.
Коньяк Louis XIII производится в крю Grande Champagne (Гранд Шампань) региона Cognac (Коньяк), начиная от выращивания винограда и заканчивая дистилляцией и выдержкой спиртов. Купаж состоит из 1200 уникальных коньячных спиртов с виноградников Гранд Шампань возрастом от 40 до 100 лет.

## Производство
Процесс выдержки происходит в вековых или полуторавековых тьерсонах — тонкостенных бочках из французского дуба, изначально предназначенных для морских перевозок, которые больше не производятся.
Поскольку мастер погреба никогда не попробует финальный купаж, для которого предназначаются отобранные им коньячные спирты, он должен тщательно обучить своего преемника. Нынешний мастер погреба Батист Луазо был учеником предыдущего мастера погреба и занял его место в 2014 году в возрасте 34 лет.

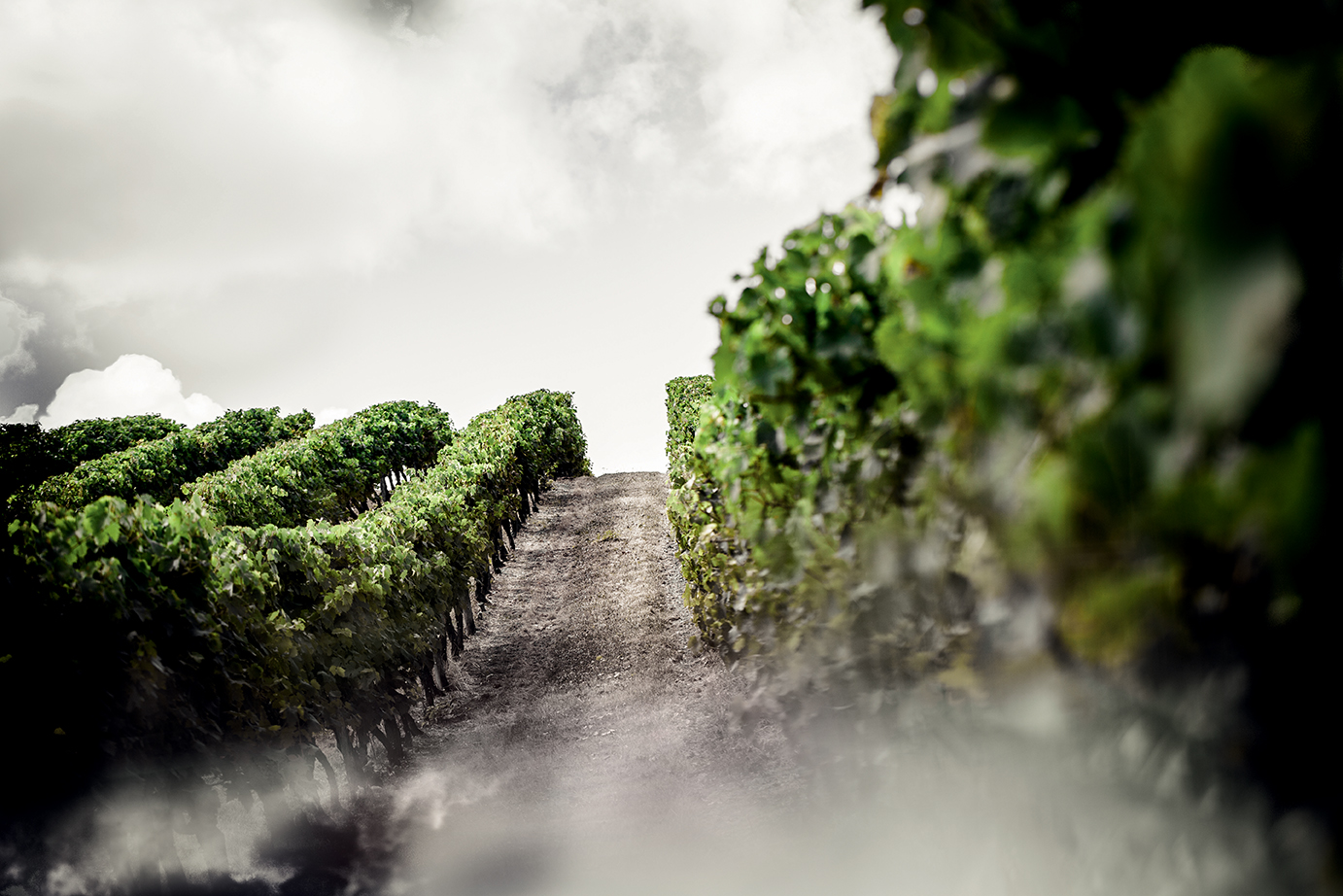
Виноградники в крю Гранд Шампань для производства коньяка Louis XIII
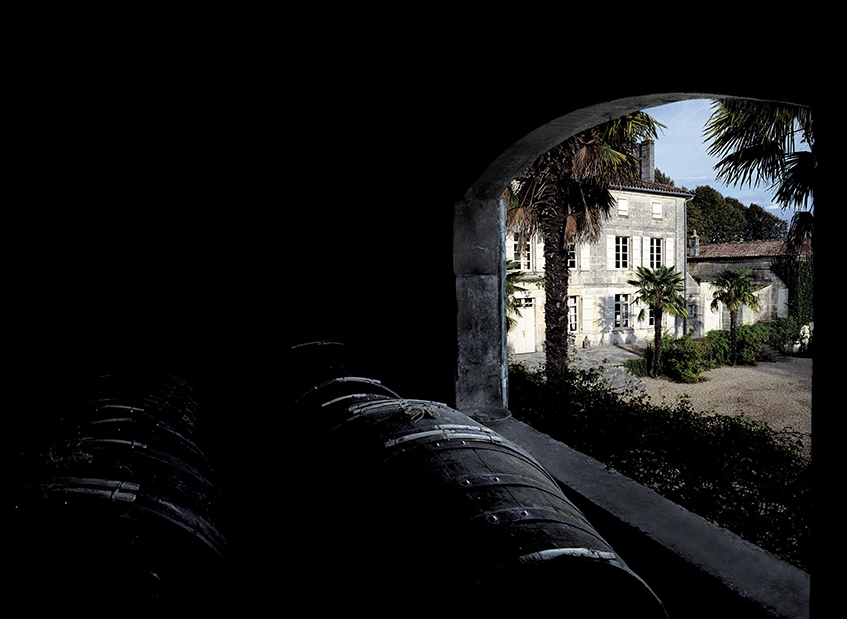
Поместье Домен дю Грой

## История
- 1569 — Битва при Жарнаке у реки Шаранта. На поле боя найдена фляга, которая впоследствии станет прототипом декантера LOUIS XIII[1].
- 1874 — Поль-Эмиль Реми Мартан создаёт коньяк LOUIS XIII.
- 1900 — коньяк Louis XIII впервые представлен на Всемирной выставке в Париже.
- 1929 — коньяк Louis XIII подаётся в Восточном Экспрессе[2].
- 1935 — трансатлантический лайнер «Нормандия» отправляется в первый рейс, коньяк LOUIS XIII подаётся в отделении первого класса.
- 1938 — коньяк Louis XIII подаётся в Версале на банкете в честь короля Георга VI и королевы Елизаветы[3].
- 1944 — коньяк Louis XIII подаётся генералу Шарлю де Голлю во время празднования освобождения Франции.
- 1948 — коньяк Louis XIII подаётся Уинстону Черчиллю[4].
- 1984 — коньяк LOUIS XIII впервые подаётся на борту «Конкорда».
- 2007 — запуск ограниченной серии LOUIS XIII Black Pearl[5].
- 2009 — LOUIS XIII Rare Cask 43,8 презентован Мастером Погреба Пьеретт Трише.
- 2012 — LOUIS XIII Rare Cask 42,6 презентован Мастером Погреба Пьеретт Трише.
- 2016 — LOUIS XIII становится первым из люксовых брендов алкогольных напитков, который открыл специализированный бутик в Пекине (Китай).
- 2018 — LOUIS XIII открывает новые бутики в универмаге Harrods (Лондон, Великобритания) и торговом центре SKP (Сиань, Китай).

## Мастер Погреба
Мастер Погреба дома Remy Martin в разные периоды:
- 1924—1960 — Андре Рено (фр. Andre Renaud).
- 1960—1990 — Андре Жиро (фр. Andre Giraud).
- 1990—2003 — Жорж Кло (фр. Georges Clot).
- 2003—2014 — Пьеретт Трише (фр. Pierrette Trichet).
- 2014 — по настоящее время — Батист Луазо (фр. Baptiste Loiseau)

## Выпуски Louis XIII
Концепция декантера Louis XIII появилась в 1850 году, когда Поль-Эмиль Реми Мартан наткнулся на металлическую флягу, обнаруженную на месте Битвы про Жарнаке (1569). Он купил эту флягу и зарегистрировал права на ее производство. В 1874 году в честь 150-летия Дома Реми Мартан он создал стеклянную копию фляги, которая стала сосудом для его коньяка. В настоящее время каждый хрустальный декантер создается вручную французскими производителями Baccarat, Saint-Louis и Cristallerie de Sèvres.
- Louis XIII Miniature — 0,05 л, миниатюрная версия, украшенная 24-каратным золотом.
- Louis XIII — 0,7 л — каждый декантер и пробка имеют индивидуальный номер.
- Louis XIII Magnum — 1,5 л — создан в 1997 году и на то время был самым большим хрустальным декантером в мире.
- Louis XIII Le Jeroboam — 3 л — сделан совместно с хрустальной фабрикой Cristallerie de Sèvres в 2010 году.
- Louis XIII Le Mathusalem — 6 л — выпущен очень ограниченной серией в 2016 году.
- Louis XIII Le Salmanazar – 9 л – является самым большим по объёму коньяком в мире.
- Louis XIII Black Pearl — всего 358 декантеров из хрусталя дома Baccarat цвета чёрного жемчуга была презентована в 2008 году.
- Louis XIII Rare cask 43.8 — 786 декантеров были презентованы в 2009 году мастером погреба мадам Пьеретт Трише. Была разлита единственная бочка с уникальной ароматической композицией и процентным содержанием алкоголя 43,8°
- Louis XIII Rare cask 42.6 — 738 декантеров с розовым золотом, была презентована в 2012 году мастером погреба мадам Пьеретт Трише. Была разлита единственная бочка с процентным содержанием алкоголя 42,6°.
- Black Pearl Anniversary Edition — создан в честь 140-летия бренда.
- L’Odyssée d’un Roi — выпущен в коллаборации с тремя люксовыми французскими Домами Hermès, Puiforcat и Saint-Louis. Hermès создали кожаный кофр, Puiforcat – сервировочную пипетку из белого золота, а Saint-Louis вручную выдули уникальную версию декантера с выгравированной на нем картой кругосветного путешествия Людовика XIII. Всего было выпущено три таких экземпляра, они были проданы на аукционе Sotheby’s в Нью-Йорке, Гонконге и Лондоне, вырученные средства были направлены в The Film Foundation.
- Time Collection — The Origin — назван в честь оригинального декантера 1874 года.
- The Legacy — прямая коллаборация между четырьмя поколениями мастеров погреба. Представлены в формате Magnum (1,5 л) с автографами четырех мастеров погреба.

## Цена
Цена классического декантера Louis XIII емкостью 700 мл может доходить до 4300 долл. 10 сентября 2016 года в Нью-Йорке, 1 октября в Гонконге, и 16 ноября состоялись аукционы Sothbey’s, на которых было продано три лимитированных бутылки Louis XIII L’Odyssee d’un Roi, общей стоимостью 558 000$.

## Упоминание в поп-культуре
Бутылка Louis XIII фигурировала в качестве заклада пари в фильме «Коктейль» 1988 года. Отмечая растущую цену бутылки, герой Тома Круза называет её «500-долларовой бутылкой бренди».
В 2006 году рэпер Лил Уэйн выпустил песню «I Feel Like Dying», в которой упоминается бутылка Louis XIII.
Рэпер Fabolous упоминает Louis XIII в своей песне 'Louis Vuitton' featuring J Cole off The Soul Tape 2.
В 2007 году рэпер T-Pain выпустил песню «Buy You A Drank». В песне рэпер Yung Joc упоминает покупку 6 шотов Louis XIII. «$150 a shot, three for you and three for me» ($150 за шот, три для тебя и три для меня).
В 2012 году рэпер Xzibit совместно с King T выпустили песню под названием «Louis XIII».
В фильме 2013 года «Дворецкий» режиссёра Ли Дэниелса главный герой Сесил Гейнс демонстрирует знание Louis XIII в ходе интервью на позицию в Белом Доме, отмечая что французы создали совершенный коньяк.
26 марта 2015 года певица Рианна выпустила свой второй сингл из альбома R8 «Bitch Better Have My Money», в котором она упоминает Louis XIII.
Рэпер Young Buck упоминает Louis XIII в сингле «Bring My Bottles».
Рэпер Young Jeezy упоминает Louis XIII в песне «Vacation» из альбома «The Recession».
Певец Kid Rock поет «while I’m sippin king Louie not giving a fuck» («попивая короля Луи и забивая на всё») в своей песне «Lay It On Me».
В 2015 году режиссёр Роберт Родригес и актёр Джон Малкович совместно с брендом Louis XIII создали фильм «100 лет», единственная копия которого была помещена во временную капсулу. Фильм будет выпущен в прокат в 2115 году.
В 12-м эпизоде второго сезона шоу The Larry Sanders Show становится известно, что Арти каждый год на день рождения дарит Ларри бутылку Louis XIII.
В 10 серии 5 сезона сериала «Лучше звоните Солу» один из верхушки наркокартеля Лало Саламанка на своём ранчо угощает приятеля и сообщника Игнасио Варго, приговаривая: «Классная штука, сейчас кайфанёшь».
В 1 серии 1 сезона сериала "Беспринципные" часть сюжета связана с бутылкой Louis XIII. При этом в кадре фигурирует характерная бутылка и упаковка, а также упоминается цена - 1500 евро, однако наименование коньяка не озвучивается.

## Медиа-проекты

### Фильм (100 Years)
Основная статья: 100 лет (фильм)
В ноябре 2015 года актер Джон Малкович и режиссер Роберт Родригес в партнерстве с Louis XIII создали кинокартину «100 лет: фильм, который вы никогда не увидите», которая будет выпущена в 2115 году, таким образом делая отсылку к столетней выдержке купажа Louis XIII. В фильме показывается неопределенность будущего и переменные, влияющие на каждый декантер коньяка Louis XIII. Фильм хранится в сейфе, созданном Fichet-Bauche, в погребах Louis XIII в регионе Коньяк (Франция), который должен будет автоматически открыться 18 ноября 2115 года.

### Песня
В ноябре 2017 года Фаррел Уильямс в партнерстве с Louis XIII написал песню «100 years», которая будет выпущена в 2117 году. Песня призывает привлечь внимание к проблемам окружающей среды и непредсказуемости будущего. Трек записан на диск, сделанный из глины меловой почвы региона Коньяк, и всего один раз был прослушан 100 зрителями в Шанхае, Китай. Затем диск был закрыт в специальном сейфе от Fichet-Bauche, который защищает его от всего, за исключением возможных приливов, которые могут растворить глиняный диск.